# Fitz John Porter
Fitz John Porter (31. august 1822 – 21. maj 1901) (nogle steder skrevet FitzJohn Porter) var en karriereofficer og Unionsgeneral i den amerikanske borgerkrig. Hans militære karriere blev ødelagt af en uretfærdig krigsret, som blev foranlediget af hans politiske rivaler.

## Tidlige år
Porter blev født i Portsmouth, New Hampshire. Han kom fra en familie som var kendt for tjeneste i flåden. Han var fætter til William D. Porter, David Dixon Porter og David G. Farragut. Alligevel søgte han karriere i hæren. Han fik eksamen fra West Point i 1845 og blev udnævnt til sekondløjtnant i 4. artilleriregiment. Han deltog i den Mexicansk-amerikanske krig og blev midlertidig forfremmet til kaptajn for tapperhed i slaget ved Molino del Rey. He blev såret i slaget ved Chapultepec, hvilket gav ham en midlertidig forfremmelse til major.

## Borgerkrigen
Efter borgerkrigens udbrud blev Porter stabschef og assisterende generaladjudant i militærområde Pennsylvania, men blev forfremmet til oberst for 15. infanteriregiment den 14. maj 1861, og dernæst til brigadegeneral tre dage senere. Han fik kommandoen over en division i Army of the Potomac, der netop var opstillet under generalmajor George B. McClellan den 28. august 1861. Denne tilknytning til den snart efter kontroversielle McClellan ville vise sig at være en katastrofe for Porter's militære karriere. Han ledede divisionen i begyndelsen af Peninsula kampagnen, hvor han kom i kamp i Slaget ved Yorktown. McClellan formerede to provisoriske korps og Porter fik kommandoen over V Corps. Under Syv dages slaget og tildels under slaget ved Gaines' Mill viste han et fremragende talent for defensiv kamp. I slaget ved Malvern Hill spillede han en ledende rolle. For sin udmærkede indsats på Virginiahalvøen blev han forfremmet til generalmajor i den frivillige hær den 4. juli 1862.
Porter's korps blev sendt af sted for at forstærke generalmajor John Pope i Northern Virginia kampagnen, en forflyttelse, som han åbent var imod og klagede over med direkte kritik af Pope. Under det Andet slag ved Bull Run, den 29. august 1862, blev han beordret til at angribe Stonewall Jackson i flanken. Porter havde gjort holdt ved Dawkin's Branch, hvor han var født på generalmajor J.E.B. Stuart's kavaleri. Han modtog en besked fra Pope om at angribe Sydstatshærens højre fløj (som Pope troede var Jackson på Stony Ridge), men han skulle samtidig holde sig i kontakt med nabodivisionen under generalmajor John F. Reynolds, hvilket var en modstrid i ordren, som han ikke kunne løse. Pope var tilsyneladende ikke klar over at Sydstatsgeneralen James Longstreets fløj af hæren var ankommet til slagmarken og at det beordrede flankeangrb på Jacksons position ville have været rent selvmord imod Longstreets overlegne styrke. Porter valgte ikke at igangsætte angrebet ud fra de efterretninger han havde fået om at Longstreet stod foran ham. Pope blev rasende og beskyldte Porter for lydighedsnægtelse.
Porter forblev chef for korpset under Marylandkampagnen og korpset gjorde tjeneste som reserve i slaget ved Antietam. Han er berømt for at have sagt til McClellan: "Husk hr. general, at jeg leder den sidste reserve i den sidste hær i republikken". McClellan forstod det indbyggede råd, og undlod at indsætte sine reserver i et slag som kunne have været vundet hvis han havde brugt sine styrker aggressivt.
Den 25. november 1862, blev Porter arresteret og stillet for en krigsret for sine handlinger i det Andet slag ved Bull Run. På dette tidspunkt var general McClellan blevet forflyttet af præsident Abraham Lincoln og kunne ikke yde politisk rygdækning for sin protégé. Porters tilknytning til den afsatte McClellan og hans kritik af Pope var tilstrækkeligt til at sikre at han blev dømt skyldig af krigsretten. Officererne i retten var udpeget af krigsminister Edwin M. Stanton, som afskyede McClellan, og de fleste af disse officerer blev forfremmet efter at de havde afsagt deres dom. Porter blev kendt skyldig den 10. januar 1863, i lydighedsnægtelse og embedsforsømmelse og blev udstødt fra hæren den 21. januar 1863.

## Efter krigen
Porter brugte størstedelen af sit resterende liv på at bekæmpe denne uretfærdighed. I 1878 blev han frikendt af en særlig kommission under general John M. Schofield som fandt, at hans tøven med at angribe Longstreet formentlig reddede Pope's Army of Virginia fra et endnu større nederlag. Otte år senere omgjorde præsident Chester A. Arthur Porter's dom og Kongressen besluttede at han skulle have sin rang som oberst i den regulære hær tilbage, men rang fra 14. maj 1861, dog uden betaling af skyldig sold. To dage senere, den 7. august 1886, trak den genoprejste Porter sig tilbage fra hæren efter eget ønske.
Efter krigen var Porter involveret i minedrift, byggeri og handel. Han gjorde tjeneste som kommitteret for offentlige arbejder, for politiet og for brandvæsenet i byen New York. Han døde i Morristown, New Jersey, og ligger begravet på Green-Wood Cemetery i Brooklyn, New York.
I 1904 blev en statue af Porter skabt af kunstneren James E. Kelly afsløret i Haven Park i Portsmouth, New Hampshire.